# Nederlanders in het Turkse voetbal
Nederlanders in het Turkse voetbal geeft een overzicht van Nederlanders die een contract hebben (gehad) bij Turkse voetbalclubs uit de hoogste drie divisies.

## Voetballers
| Naam                 | Club                | Van  | Tot   | Opmerkingen                            |
| -------------------- | ------------------- | ---- | ----- | -------------------------------------- |
| Frank Berghuis       | Galatasaray SK      | 1991 | 1991  | niet gespeeld                          |
| Lody Roembiak        | Sivasspor           | 1994 | 1995  |                                        |
| John van den Brom    | Istanbulspor        | 1995 | 1996  |                                        |
| Peter van Vossen     | Istanbulspor        | 1995 | 1995  |                                        |
| Ulrich van Gobbel    | Galatasaray SK      | 1996 | 1997  |                                        |
| Ekrem Kahya          | Denizlispor         | 2002 | 2003  |                                        |
| Frank de Boer        | Galatasaray SK      | 2003 | 2004  |                                        |
| Pierre van Hooijdonk | Fenerbahçe SK       | 2003 | 2004  |                                        |
| Kiki Musampa         | Trabzonspor         | 2006 | 2007  |                                        |
| Nordin Wooter        | Sivasspor           | 2006 | 2007  |                                        |
| Hilmi Mihci          | Sivasspor           | 2007 | 2007  |                                        |
| Muslu Nalbantoğlu    | Kayserispor         | 2007 | 2008  |                                        |
| Murat Yıldırım       | Samsunspor          | 2008 | heden |                                        |
| Diego Biseswar       | Kayserispor         | 2011 | 2016  |                                        |
| Sergio Zijler        | Orduspor            | 2011 | 2012  |                                        |
| Dirk Kuijt           | Fenerbahçe SK       | 2012 | 2015  |                                        |
| Haris Međunjanin     | Gaziantepspor       | 2012 | 2014  |                                        |
| Marvin Zeegelaar     | Elazığspor          | 2012 | 2014  |                                        |
| Roland Alberg        | Elazığspor          | 2013 | 2013  |                                        |
| Ryan Babel           | Besiktas            | 2017 | heden |                                        |
| Ryan Donk            | Kasımpaşa S.K.      | 2013 | 2016  |                                        |
| Wesley Sneijder      | Galatasaray SK      | 2013 | 2017  |                                        |
| Boy Waterman         | Karabükspor         | 2013 | 2015  |                                        |
| Royston Drenthe      | Kayseri Erciyesspor | 2015 | 2016  |                                        |
| Anco Jansen          | Boluspor            | 2015 | 2017  |                                        |
| Robin van Persie     | Fenerbahçe SK       | 2015 | 2018  |                                        |
| Género Zeefuik       | Balikesirspor       | 2015 | 2016  |                                        |
| Ismaïl Aissati       | Alanyaspor          | 2016 | heden |                                        |
| Bart van Hintum      | Gaziantepspor       | 2016 | 2017  |                                        |
| Joshua John          | Bursaspor           | 2016 | heden |                                        |
| Nigel de Jong        | Galatasaray SK      | 2016 | 2017  |                                        |
| Jeremain Lens        | Fenerbahçe          | 2016 | heden | Gehuurd van Sunderland                 |
| Adam Maher           | Osmanlıspor         | 2016 | 2017  | Gehuurd van PSV                        |
| Rydell Poepon        | Boluspor            | 2016 | heden |                                        |
| Gregory van der Wiel | Fenerbahçe          | 2016 | 2017  |                                        |
| Caner Cavlan         | Sanliurfaspor       | 2017 | heden | Half seizoen gehuurd van SC Heerenveen |
| Glynor Plet          | Alanyaspor          | 2017 | heden |                                        |
| Vincent Janssen      | Fenerbahçe          | 2017 | heden | Gehuurd van Tottenham                  |

## Hoofdtrainers
| Naam               | Club           | Van  | Tot  | Opmerkingen |
| ------------------ | -------------- | ---- | ---- | ----------- |
| Cor van der Hart   | Sarıyer GK     | 1989 | 1990 |             |
| Guus Hiddink       | Fenerbahçe SK  | 1990 | 1991 |             |
| Leo Beenhakker     | Istanbulspor   | 1995 | 1995 |             |
| Frank Rijkaard     | Galatasaray SK | 2009 | 2010 |             |
| Dick Advocaat      | Fenerbahçe SK  | 2016 | 2017 |             |
| Jan Olde Riekerink | Galatasaray SK | 2016 | 2017 |             |

Voetbalbonden ·
Albanië ·
Angola ·
Armenië ·
Australië ·
Azerbeidzjan ·
Bahrein ·
België ·
Bhutan ·
Bulgarije ·
Canada ·
China ·
Congo-Kinshasa · 
Cyprus ·
Denemarken ·
Duitsland ·
Egypte ·
Engeland ·
Estland ·
Ethiopië ·
Faeröer ·
Filipijnen ·
Finland ·
Frankrijk ·
Georgië ·
Ghana ·
Griekenland ·
Hongarije ·
Hongkong ·
Ierland ·
IJsland ·
Indonesië ·
Iran ·
Israël ·
Italië ·
Japan ·
Kazachstan ·
Koeweit ·
Litouwen ·
 Luxemburg ·
Maleisië ·
Malta ·
Marokko ·
Mexico ·
Namibië ·
Nieuw-Zeeland ·
Noorwegen ·
Oekraïne ·
Oezbekistan ·
Oostenrijk ·
Polen ·
Portugal ·
Qatar ·
Roemenië ·
Rusland ·
Rwanda ·
Saoedi-Arabië ·
Schotland ·
Singapore ·
Slovenië ·
Slowakije ·
Spanje ·
Tanzania ·
Turkije ·
Tuvalu ·
VAE ·
Venezuela ·
Verenigde Staten ·
Vietnam ·
Zimbabwe ·
Zuid-Afrika ·
Zuid-Korea ·
Zweden ·
Zwitserland